# Generalna Dyrekcja Poczt i Telegrafów
Generalna Dyrekcja Poczt i Telegrafów – urząd, powołany do sprawowania administracji pocztowo-telekomunikacyjnej, istniejący w latach 1924-1927.

## Utworzenie
Generalna Dyrekcja Poczt i Telegrafów została utworzona po likwidacji Ministerstwa Poczt i Telegrafów w 1923 r. Na mocy ustawy z 5 grudnia 1923 r., sprawy związane z działalnością pocztowo-telegraficzno-telefoniczną podporządkowano Ministerstwu Przemysłu i Handlu. Na jej podstawie rozporządzeniem prezydenta Stanisława Wojciechowskiego z 18 stycznia 1924 r. powołano do życia Generalną Dyrekcję Poczt i Telegrafów (Dz.U. z 1924 r. nr 9, poz. 85).

## Stosunek Generalnego Dyrektora Poczt i Telegrafów do Ministra Przemysłu i Handlu oraz zakres działania Generalnego Dyrektora Poczt i Telegrafów
Rozporządzenie z 18 stycznia 1924 r. określało również wzajemne relacje między Ministerstwem a Generalną Dyrekcją.
Minister Przemysłu i Handlu w wykonywaniu zarządu poczt i telegrafów pełnił jedynie ogólne kierownictwo. Zastrzeżono mu następujące kompetencje:
- załatwianie spraw wynikających ze stosunku do Prezydenta RP, Prezesa Rady Ministrów, ministrów i Sejmu,
- prawo wnoszenia projektów ustaw i rozporządzeń na posiedzeniach Rady Ministrów i prawo składania wniosków,
- zawieranie umów międzynarodowych (wymagających ratyfikacji),
- sprawy budżetu i zamknięć rachunkowych Zarządu Poczt i Telegrafów,
- określanie taryf pocztowych, telegraficznych i telefonicznych,
- obsadzanie niektórych stanowisk służbowych,
- inne, mniej istotne kompetencje.

Zakres działania Generalnej Dyrekcji Poczt i Telegrafów obejmował "wszystkie władze, urzędy i urządzenia pocztowe, telegraficzne, telefoniczne i radiotelegraficzne". W ramach Ministerstwa Przemysłu i Handlu Generalna Dyrekcja stanowiła odrębną jednostkę organizacyjną. Jej kompetencje obejmowały wszystkie sprawy niezastrzeżone Ministrowi Przemysłu i Handlu.

## Struktura wewnętrzna
Na czele Generalnej Dyrekcji Poczt i Telegrafów stał Generalny Dyrektor, z dwoma wicedyrektorami. Generalna Dyrekcja Poczt i Telegrafów dzieliła się na 11 wydziałów:
- administracyjny,
- osobowy,
- budżetowo-rachunkowy,
- ogólno-gospodarczy,
- organizacyjny,
- pocztowo-krajowy,
- pocztowo-zagraniczny,
- komunikacyjny,
- eksploatacji telegrafów i telefonów,
- budowy i konserwacji,
- radiotelegraficzny.

## Generalni dyrektorzy Poczt i Telegrafów
Generalnym dyrektorem został dotychczasowy minister poczt i telegrafów, Jan Moszczyński (do 12 maja 1926 r.), a następnie dr Zygmunt Jarszyński (od 16 maja 1926 r. do 20 stycznia 1927 r.).

## Likwidacja Generalnej Dyrekcji Poczt i Telegrafów
Brak reprezentacji poczty i telegrafu na szczeblu ministerialnym negatywnie odbił się na jakości organizacji i funkcjonowaniu tej gałęzi łączności. Przy słabych wynikach finansowych poczty i zahamowaniu jej rozwoju, rząd Józefa Piłsudskiego podjął działania zmierzające do reaktywacji Ministerstwa Poczt i Telegrafów. Rozporządzeniem Prezydenta Rzeczypospolitej z dnia 19 stycznia 1927 r. w sprawie ustanowienia urzędu Ministra Poczt i Telegrafów utworzono Ministerstwo Poczt i Telegrafów, likwidując jednocześnie Generalną Dyrekcję Poczt i Telegrafów (Dz.U. z 1927 r. nr 5, poz. 26).